# 沙迦体育场
沙迦体育场（阿拉伯语：استاد الشارقة）是位于阿拉伯联合酋长国沙迦的一个多功能体育场。它目前主要用于足球比赛，是沙迦足球俱乐部的主场。该体育场可容纳18000人。該足球場的建成時間有1948年和1966年兩種說法。